# Krista Allen
Krista J. Allen (Ventura, Californië, 5 april 1971) is een Amerikaanse actrice.

## Biografie
Allen is van Portugees/Ierse afkomst. Ze was voor ze begon met acteren al model en was jarenlang het gezicht van het Amerikaanse biermerk Budweiser.
Ze speelde onder andere mee in Baywatch (Jenna Avid), Days of our Lives (Billie Reed) en had gastrollen in onder meer The X-Files (Jade Blue Afterglow), CSI: Crime Scene Investigation (Kristy Hopkins), Charmed (The Oracle), maar is ook bekend door haar rol als Emmanuelle in de soft-erotische televisiefilms, gebaseerd op de roman Emmanuelle: The Joys of a Woman van Emmanuelle Arsan (waar ook de gelijknamige films met Sylvia Kristel op zijn gebaseerd). Op Net5 was ze in 2007 te zien in de televisieserie What About Brian. Daarin speelde ze in een aantal afleveringen de vriendin (Bridget Keller) van de hoofdrolspeler.
Behalve in televisieseries speelde Allen voornamelijk kleine rolletjes in films, zoals in Anger Management (2003) en Feast (2005).

## Televisiefilm
- Emmanuelle: A World of Desire - als Emmanuelle (1994)
- Emmanuelle: First Contact - als Emmanuelle (1994)
- Emmanuelle 3: A Lesson in Love - als Emmanuelle (1994)
- Emmanuelle 4: Concealed Fantasy - als Emmanuelle (1994)
- Emmanuelle 5: A Time to Dream - als Emmanuelle (1994)
- Emmanuelle 6: One Final Fling - als Emmanuelle (1994)
- Emmanuelle 7: The Meaning of Love - als Emmanuelle (1994)
- Rolling Thunder - als Michelle (1996)
- Avalon: Beyond the Abyss - als Dr. Katherine 'K' Harrison (1999)
- Zero Effect - (2002)
- Business Class - als Lori (2007)
- Held Up - (2008)
- Jesse Stone: No Remorse - Cissy Hathaway (2010)
- Randumb: The Adventures of an Irish Guy in LA - als Sam (2014)

## Film
- Emmanuelle: Queen of the Galaxy - als Emmanuelle (1994)
- Liar Liar - als Dame in Lift (1997)
- The Haunted Sea - als 2nd Mate Johnson (1997)
- Sunset Strip - als Jennifer (2000)
- Totally Blonde - als Meg Peters (2001)
- Face Value - als Syd Deshaye (2002)
- Confessions of a Dangerous Mind - als Mooie Vrouw (2002)
- Anger Management - als Stacy (2003)
- Paycheck - als Holografische Vrouw (2003)
- Shut Up and Kiss Me! - als Tiara Benedette (2004)
- Tony 'n' Tina's Wedding - als Maddy (2004)
- Feast - als Tuffy (2005)
- All Along - als Dr. Sara Thompson (2007)
- Leo - als Krista (2007)
- The Third Nail - als Hannah (2007)
- Meet Market - als Lucinda (2008)
- Alien Presence - als Waymar (2009)
- Shannon's Rainbow - als Jessica (2009)
- The Final Destination - als MILF/Samantha (2009)
- Black Widow - als Jennifer (2010)
- Little Women, Big Cars - als Doro (2012)
- Shellnapped - als Buurvrouw (2013)
- The Dream Job - als De Schoonmaakster (2013)
- Locker 13 - als Patricia (2014)
- Fatal Instinct - als Jenny (2014)
- Rodeo & Juliet - als Karen (2015)

## Televisieserie
- Deadly Games - als Mrs. Fleisig (Afl. One Mean Mother, 1995)
- Silk Stalkings - als Sharon Grayson/Cora Jean Riggs (Afl. Black and Blue, 1996)
- Diagnosis Murder - als Page Tanner (Afl. Misdiagnosis Murder, 1996)
- Married...with Children - als Crystal Clark (Afl. Calendar Girl, 1996)
- High Tide - als Patty (3 afleveringen, 1995-1996)
- Weird Science - als Annebel (Afl. Gary and Wyatt's Bloodsucking Adventure, 1996)
- Days of our Lives - als Billie Reed (41 afleveringen, 1996-1999)
- Pacific Blue - als Ann Fairchild/Theresa Vanoni (2 afleveringen, 1996-1999)
- The X-Files - als Maitreya/Jade Blue Afterglow (Afl. First Person Shooter, 2000)
- 18 Wheels of Justice - als Jessica Macy (Afl. Smuggler's Blues, 2000)
- CSI: Crime Scene Investigation - als Kristy Hopkins (3 afleveringen, 2000-2001)
- Baywatch - als Jenna Avid (26 afleveringen, 2000-2001)
- Arli$$ - als Krista (Afl. Hard Choices, 2001)
- Spin City - als Jesse (Afl. Yeah Baby!, 2001)
- Charmed - als The Oracle (3 afleveringen, 2001)
- Inside Schwartz - als Kelsie Anders (Afl. Comic Relief Pitcher, 2001)
- Friends - als Mable (Afl. The One Where Joey Dates Rachel, 2002)
- Glory Days - als Melanie Stark (Afl. Miss Fortune Teller, 2002)
- Mutant X - als Lorna Templeton (Afl. Deadly Desire, 2002)
- Smallville - als Desiree Atkins (Afl. Heat, 2002)
- The Lyon's Den - als Gloria (2 afleveringen, 2003)
- Fastlane - als Skylar Kase (2 afleveringen, 2003)
- Andromeda - als De Prinses (Afl. The Illussion of Majesty, 2003)
- Just Shoot Me! - Mary Elizabeth (Afl. The Last Temptation of Elliot, 2003)
- Frasier - als Liz Wright (Afl. The Placeholder, 2003)
- Two and a Half Men - als Olivia Pearson (Afl. Did You Check with the Captain of the Flying Monkeys?, 2003)
- I'm with Her - als Jennifer (Afl. I'm not with Her, 2004)
- The Screaming Cocktail Hour - als Zangeres (2004)
- Monk - als Teresa Telenko (Afl. Mr. Monk Goes to Vegas, 2005)
- Jake in Progress - als Lisa (Afl. Take a Number, 2005)
- Head Cases - als Laurie Payne (2 afleveringen, 2005)
- Out of Practice - als Kathy Kelly (Afl. Restaurant Row, 2006)
- Freddie - als Kaitlyn (Afl. Freddie and the Hot Mom, 2006)
- What About Brian - als Bridget Keller (11 afleveringen, 2006-2007)
- Cashmere Maffia - als Victoria (Afl. Conference Call, 2008)
- The Starter Wife - als Eve (4 afleveringen, 2008)
- Dirty Sexy Money - als Dana Whatley (2 afleveringen, 2009)
- The Philanthropist - als Julia Rist (3 afleveringen, 2009)
- Life Unexpected - als Candace Carter (Afl. Homecoming Crashed, 2010)
- The Protector - als Miss Monroe (Afl. Pilot, 2011)
- Love Bites - als Janine (Afl. Sky High, 2011)
- Little Women, Big Cars 2 - als Doro (2012)
- Perception - als Allison Bannister (Afl. Lovesick, 2012)
- The L.A. Complex - als Jennifer Bell (7 afleveringen, 2012)
- Rules of Engagement - als Heidi (Afl. Timmy Quits, 2013)
- Melissa & Joey - als Candice (Afl. Teach Your Children, 2013)
- Hawaii Five-0 - als Nani Kahanu (Afl. Ho'i Hou, 2014)
- Mistresses - als Janine Winterbaum (2 afleveringen, 2014)
- Castle - als Naomi Duvray (Afl. Last Action Hero, 2014)
- The Bold and the Beautiful – als Taylor Hayes (2021–heden)